# Ramphocinclus
Ramphocinclus – rodzaj ptaków z rodziny przedrzeźniaczy (Mimidae).

## Rozmieszczenie geograficzne
Rodzaj obejmuje gatunki występujące na Martynice i Saint Lucii.

## Morfologia
Długość ciała 20–23 cm; masa ciała R. brachyurus średnio 48,2 g, R. sanctaeluciae średnio 59,9 g.

## Systematyka
Rodzaj zdefiniował w 1843 roku francuski ornitolog Frédéric de Lafresnaye w artykule poświęconym małej grupie ptaków z Indii Zachodnich, opublikowanym w czasopiśmie Revue Zoologique. Gatunkiem typowym jest (oryginalne oznaczenie monotypowe) skrzeczek mniejszy (R. brachyurus).

### Etymologia
- Ramphocinclus (Rhamphocinclus, Ramphocincles): gr. ῥαμφος rhamphos ‘dziób’; łac. cinclus ‘drozd’, od gr. κιγκλος kinklos ‘niezidentyfikowany ptak nadbrzeżny machający ogonem’[7].
- Legriocinclus: prawdopodobnie od fr. léger, légère ‘lekki, cienki’; łac. cinclus ‘drozd’, od gr. κιγκλος kinklos ‘niezidentyfikowany ptak nadbrzeżny machający ogonem’[8]. Gatunek typowy (oznaczenie monotypowe): Petrodroma mexicana Lesson, 1847 (= Turdus brachyurus Vieillot, 1818).
- Cinclops: epitet gatunkowy Zoothera cinclops Bonaparte, 1850; rodzaj Cinclus Bechstein, 1802 (pluszcz); gr. ωψ ōps, ωπος ōpos ‘wygląd’[9]. Gatunek typowy (późniejsze oznaczenie)[10]: Cinclops melanoleucus „Pr. B.”  G.R. Gray, 1855 (= Zoothera cinclops Bonaparte, 1850 (= Turdus brachyurus Vieillot, 1818)).

### Podział systematyczny
Do rodzaju należą następujące gatunki:
- Ramphocinclus brachyurus (Vieillot, 1818) – skrzeczek mniejszy
- Ramphocinclus sanctaeluciae Cory, 1887 – skrzeczek większy